# 벨리즈 산호초 보호지역
벨리즈 산호초 보호지역(Belize Barrier Reef, -珊瑚礁保護地域)은 벨리즈에 있는 세계 제 2위 규모의 산호초이다. 1996년, 유네스코의 세계 자연 유산에 등록되었다.

## 내용
산호초로 만들어진 작은 섬들이 150개 이상 모여있다.
그 중에서도 라이트하우스 리프는 직경 313m 정도의 거대한 구멍 블루홀을 가지고 있어 특히 유명하다. 주변에는 돌고래들이 서식하고 있다. 초심자라도 스노클링으로 돌고래와 함께 헤엄쳐볼 수 있다. 또한 라이트하우스 리프에는 바다거북상과가 산란을 목적으로 찾아오곤 한다.

### 벨리즈 산호초 보호지역 일람
- 국립공원

Bacalar Chico National Park
Marine Reserve, Laughing Bird Caye National Park
- 천연기념물

Half Moon Cay Natural Monument
Blue Hole Natural Monument
- 종과 생식지 관리지역

Glovers Reef Marine Reserve
South Water Cay Marine Reserve
Sapodilla Cayes Marine Reserve

## 세계 유산 지정

### 등록 기준
세계 유산 기준 (7), (9), (10)

### 위험 유산
주변 맹그로브(mangrove) 숲의 벌채와 과도한 관광 개발로 인하여 환경이 악화됨에 따라서 2009년에 위험에 처한 세계유산에 등록되었다.

## 같이 보기
- 북아메리카의 세계유산
- 위험에 처한 세계유산
- 블루홀